# 耶律斡里太
耶律斡里太（?—?），为契丹（遼朝）皇族，辽兴宗耶律宗真第二女。母親仁懿皇后萧撻里。
耶律斡里太下嫁萧余里也，封郑国公主。清宁年间，辽道宗加封她长公主。寿隆年间，辽天祚帝封她大长公主。卒年不详。 

## 传記資料
- 《遼史》公主表